# Penguin no mondai
Penguin no mondai (ペンギンの問題? lett. "I pericoli dei pinguini") è un manga di Yuji Nagai iniziato nel 2006 poi adattato in un anime di 256 episodi. 

## Trama
La storia gira sulla vita dell'adorabile pinguino Beckham Kinoshita, che vive insieme ai due bambini Micheal Inoue e Charlotte Takahashi. Beckham è quasi identico ad un umano non per l'aspetto ma per il comportamento, infatti il pinguino va a scuola come tutti gli altri, la Kirikabu Elementary School, e adora mangiare hamburger e patatine fritte. 

## Personaggi
- Beckham Kinoshita (の問テレ)

Doppiato da: Miyako Ito
- Micheal Inoue

Doppiato da: Cho
- Charlotte Takahashi

Doppiata da: Rikako Aikawa
- Naoto Yamada

Doppiato da: Sachi Matsumoto
- Johnny Kobayashi

Doppiato da: Toshiyuki Morikawa

## Media

### Manga
Il manga è stato pubblicato in 15 volumi, scritti da Yuji Nagai e pubblicati da luglio 2006 a gennaio 2013. Ne è anche stato pubblicato un remake iniziato a febbraio 2013 ed intitolato Penguin no mondai +.

### Anime
Ne è stato tratto anche un anime di 256 episodi scritto da Yuji Nagai e diretto da Jun Kamiya e gli studi Shogakukan Music e Digital Entertainment.  La serie è divisa in stagioni: 
1. Penguin no mondai
2. Penguin no mondai MAX
3. Penguin no mondai DX?
4. Penguin no mondai POW